# صالح سعد
صالح سعد (بالعبرية: סאלח סעד‏) هو سياسي إسرائيلي، ولد في 20 يوليو 1963 في بيت جن في إسرائيل. حزبياً، نشط في حزب العمل الإسرائيلي. وقد انتخب عضو الكنيست ‏ وقد انضم خلال فترته النيابية ‏ (2019 – )  للكتلة البرلمانية حزب العمل الإسرائيلي وانتخب عضو الكنيست ‏ وقد انضم خلال فترته النيابية ‏ (3 أكتوبر 2017 – 2019)  للكتلة البرلمانية الاتحاد الصهيوني.